# گریتلی
گریتلی (به انگلیسی: Grateley) یک روستا و محله مدنی در بریتانیا است که در Test Valley واقع شده‌است. گریتلی ۶۴۵ نفر جمعیت دارد.